# Dům čp. 17 (Sedlice)
Dům čp. 17 je empírová usedlost v Sedlici u Blatné.

## Historie
Usedlost pochází z první třetiny 19. století a byla průběžně dostavována i ve století dvacátém. V roce 2019 byl celý areál včetně hospodářských budov a pozemku prohlášen kulturní památkou.

## Architektura
Hlavním objektem usedlosti je úzký obytný dům na obdélníkovém půdorysu. Dům je přízemní, podsklepený, se sedlovou střechou krytou bobrovkami. Hlavní štítové průčelí se dvěma okny je orientováno do ulice a je zdobeno širokými lizénami a profilovanou korunní římsou, která přechází až nad bránu se segmentovým vjezdem do dvora a s nízkou stříškou. Trojúhelníkový štít se dvěma větracími otvory je zdoben lizénovým rámem a dvěma lizénami na okrajích štítu. Boční průčelí, orientované do dvora, je hladké.
Dům má tradiční trojdílnou komorovou dispozici: střední trakt tvoří vstupní síň a klenutá černá kuchyně, později přebudovaná na koupelnu. V předním traktu je světnice s nově vybudovaným trámovým stropem s prkenným podhledem. Zadní část pak tvoří komora, jejíž stěny jsou částečně obloženy prkny.
Na obytný dům navazuje bezprostředně v ose stodola s chlévem. Jedná se rovněž o přízemní objekt se sedlovou střechou s bobrovkami. Fasáda je hladká a jsou v ní umístěna pouze vjezdová vrata. Okno vedoucí do bývalého chléva bylo prolomeno až novodobě. V souvislosti s přestavbou byl zřejmě ve druhé polovině 20. století zazděn původní vstup ze dvora do chléva a byl do něj proražen nový vstup z komorové části obytného domu. Bývalý chlév je tedy v současné době propojen s obytným stavením a je využíván jako obytná místnost.
Kromě cenného zdobeného štítového průčelí se hodnotné architektonické prvky dochovaly i v interiéru: klenby, hambalkový krov ve stodole, některá původní okna a dveře.